# Joana Cortez
Joana Amorim Cortez dos Santos (ur. 11 stycznia 1979 w Rio de Janeiro) – brazylijska tenisistka, olimpijka z Sydney (2000), reprezentantka w Fed Cup.

## Kariera tenisowa
Jako zawodowa tenisistka występowała w latach 1997–2008.
Zawodniczka odnosząca głównie sukcesy w turniejach ITF. Zadebiutowała w 1996 roku, właśnie w turnieju tej rangi, w brazylijskim Florianópolis, biorąc udział w kwalifikacjach. Nie dostała się jednak do fazy głównej turnieju, przegrywając w decydującym o awansie meczu z Sandrą Deamelio. W następnym roku udanie przeszła kwalifikacje do turnieju w São Paulo i w fazie głównej turnieju dotarła do 2 rundy. W tym samym roku zanotowała na swoim koncie pierwszy sukces w postaci wygranego turnieju w grze deblowej w Novo Hamburgo. W 1998 roku dotarła do finału imprezy w Rio de Janeiro, w którym, po trzysetowym meczu, pokonała ją Valentina Sassi. Pierwszy turniej singlowy wygrała rok później, w meksykańskim Poza Rica. W sumie, podczas swojej kariery, wygrała 7 turniejów w grze singlowej i 26 w deblowej rangi ITF.
W 1999 roku, dzięki dzikiej karcie, zagrała po raz pierwszy w turnieju cyklu WTA w São Paulo, gdzie wygrała 1 rundę ale przegrała 2 z Patricią Wartusch. W następnym roku, też w São Paulo, w parze z Vanessą Mengą osiągnęła półfinał turnieju w grze deblowej. w 2001 roku wygrała kwalifikacje, w parze z Hiszpanką Giselą Riera Rourą, do US Open i po raz pierwszy w karierze zagrała w drabince głównej rozgrywek wielkoszlemowych. W 1 rundzie trafiła jednak na parę Lisa Raymond–Rennae Stubbs, rozstawioną w turnieju z nr 1. i przegrała 1:6, 0:6. W 2002 roku zagrała debla bezpośrednio w turnieju głównym Australian Open, tym razem w parze z Antonellą Serra Zanetti, ale też odpadła w 1 rundzie.
Cortez w latach 1997–2005 reprezentowała Brazylię w Fed Cup. Bilans tenisistki w zawodach wynosi 7 zwycięstw i 9 porażek w singlu oraz 16 wygranych przy 5 porażkach w deblu.
Reprezentowała swój kraj na igrzyskach olimpijskich w Sydney (2000) w konkurencji gry podwójnej wspólnie z Vanessą Mengą odpadając z rywalizacji w 2 rundzie.
W rankingu gry pojedynczej Cortez najwyżej była na 204. miejscu (17 września 2001), a w klasyfikacji gry podwójnej na 115. pozycji (5 listopada 2001).

### Wygrane turnieje rangi ITF
| turnieje z pulą nagród 100 000 $ |
| turnieje z pulą nagród 75 000 $  |
| turnieje z pulą nagród 50 000 $  |
| turnieje z pulą nagród 25 000 $  |
| turnieje z pulą nagród 15 000 $  |
| turnieje z pulą nagród 10 000 $  |

#### Gra pojedyncza
|    | Data       | Turniej               | Kat. | ($)    | Naw.   | Finalistka                | Wynik         |
| 1. | 09/05/1999 | Poza Rica             | ITF  | 10 000 | twarda | Nadia Johnston            | 6:3, 3:6, 6:2 |
| 2. | 16/05/1999 | Tampico               | ITF  | 10 000 | twarda | Kylie Hunt                | 6:3, 6:3      |
| 3. | 05/09/1999 | Santiago de Querétaro | ITF  | 10 000 | ziemna | Katarina Mišić            | 4:6, 7:6, 6:2 |
| 4. | 16/04/2000 | Belo Horizonte        | ITF  | 10 000 | twarda | Betsy Miringoff           | 6:3, 6:7, 6:3 |
| 5. | 01/04/2001 | Santiago              | ITF  | 10 000 | ziemna | María Vanina García Sokol | 6:3, 6:3      |
| 6. | 17/10/2004 | Campo Grande          | ITF  | 10 000 | ziemna | Estefanía Craciún         | 6:1, 6:1      |
| 7. | 12/11/2006 | Caracas               | ITF  | 10 000 | ziemna | Marina Giral Lores        | 7:5, 7:6      |